# Mutzig
Mutzig – miejscowość i gmina we Francji, w regionie Grand Est, w departamencie Dolny Ren.
Według danych na rok 1990 gminę zamieszkiwały 4552 osoby, 568 os./km².
W Mutzig urodził się biskup Keremy Paul John Marx MSC.

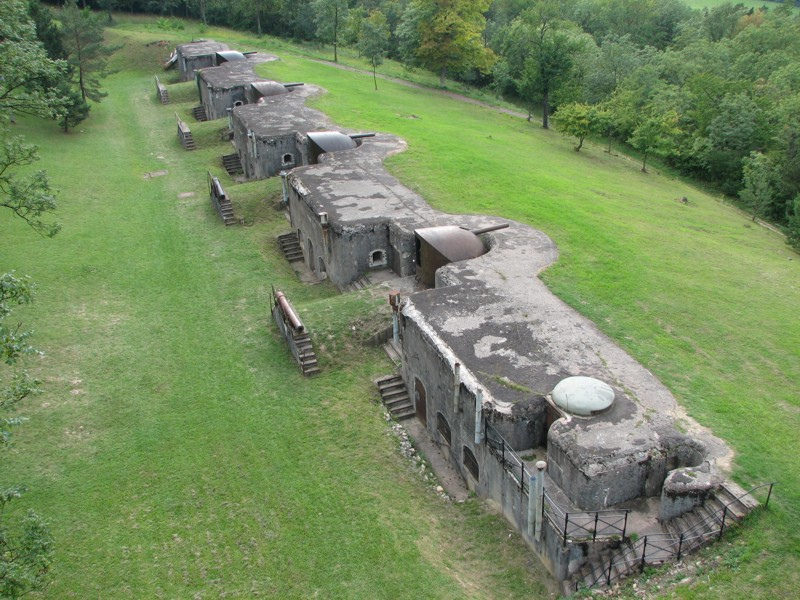
Feste Kaiser Wilhelm II